# Yang Pao'an
Yang Pao'an (en chino: 楊匏安, romanizado: Yáng Páo'ān, 1896-1931) fue un marxista chino y uno de los primeros miembros del Partido Comunista de China (PCCh). Nacido en el condado de Xiangshan, Cantón, promovió la difusión del marxismo en el sur de China a través de publicaciones periodísticas y su participación en el Movimiento del Cuatro de Mayo y la huelga de Cantón-Hong Kong. Junto con su amigo Tan Pingshan, fue uno de los enviados del PCCh al Kuomintang (KMT) durante el Primer Frente Unido de los partidos y desempeñó varios papeles dentro de ese partido. Elegido miembro del Comité Central de Supervisión del PCCh en 1927, fue destituido ese mismo año debido a su asociación con Tan. Permaneció activo en el partido y trabajó en sus publicaciones periodísticas hasta el final de su vida. En agosto de 1931, fue detenido en Shanghái por el KMT y ejecutado.

## Primeros años de vida y actividades
Nació en 1896 en una familia de comerciantes en la aldea de Beishan, condado de Xiangshan, Cantón (ahora parte de Zhuhai). Fue el único hijo sobreviviente de los nueve hijos de la familia. Mostró interés por la escritura y la poesía desde temprana edad, obteniendo reconocimiento por sus obras a los diez años. También pasó algún tiempo estudiando en Japón.
En 1919, fue un miembro activo del Movimiento del Cuatro de Mayo. Desarrolló la creencia de que el marxismo era el mejor medio para asegurar el futuro de China, el único «socialismo científico», y durante la década siguiente recibió frecuentemente a compañeros comunistas en la casa familiar. También comenzó a escribir extensamente, escribiendo una serie de cuarenta y un artículos en Guangdong Zhonghua Xinbao bajo el título colectivo «Doctrinas Mundiales». Los temas incluyeron el idealismo filosófico, el materialismo y diversos enfoques del socialismo. Diecinueve de estos artículos serializados trataban sobre el marxismo.
Los escritos de Yang se publicaron casi contemporáneamente con los de Li Dazhao, quien estuvo activo en el norte de China. Sin embargo, diferían en sus inspiraciones: Li se inspiró en las obras del marxista japonés Kawakami Hajime, mientras que Yang fue influenciado por los escritos de Sakai Toshihiko – el fundador y primer secretario general del Partido Comunista de Japón. También difundió las enseñanzas marxistas a través de sus interacciones con los trabajadores, incluidos los maestros y los trabajadores ferroviarios; organizó a los trabajadores en acciones laborales, viajando a Hong Kong para ayudar a administrar la huelga de Cantón-Hong Kong de 1926. A través de estas actividades, en 1920 conoció y entabló amistad con Tan Pingshan, quien había estado escribiendo sobre temas similares en Guangdong Qunbao.

## Afiliación al partido
A principios de 1921, Tan incorporó a Yang al Partido Comunista de China (PCCh), aún no declarado. Tres años más tarde, después de que el PCCh estableciera el Primer Frente Unido con el Kuomintang (KMT), el Tercer Comité Ejecutivo Central del PCC le encargó que facilitara esta alianza. De esta manera se convirtió en uno de los representantes del PCCh en el KMT, sirviendo como miembro del Comité Central y como secretario del Departamento de Organización Central (esto último por recomendación de Tan). Parte de sus funciones era reclutar nuevos cuadros para el partido, para lo cual se centró principalmente en campesinos y trabajadores; en consecuencia, el miembro del KMT Chiang Kai-shek, que más tarde dirigió el partido en una guerra civil contra el PCCh, lo denunció por haber sido «plantado deliberadamente en [el Departamento de Organización Central] para facilitar la infiltración comunista».
Fue destituido de su cargo en el comité central del KMT en 1926. En 1927, asistió al V Congreso Nacional del Partido Comunista de China en Wuhan, donde fue elegido vicepresidente del Comité Central de Supervisión. Semanas antes del congreso, miembros conservadores del KMT bajo el mando de Chiang Kai-shek habían masacrado a comunistas en Shanghái, y la alianza del PCCh con el partido se estaba derrumbando. Cuando la situación se volvió más peligrosa, asistió a una reunión de emergencia del partido el 7 de agosto de 1927, después de que Tan liderara un conflicto armado contra el KMT en Nanchang.
Hacia fines de 1927, fue destituido del Comité Central de Supervisión del PCCh debido a su asociación con Tan, quien se había separado del KMT y del PCCh para ayudar a establecer el Comité de Acción Provisional del Partido Nacionalista Chino o «Tercer Partido». Por esa época, viajó al sudeste asiático, donde se alejó del conflicto al tiempo que difundía enseñanzas comunistas.

## Últimos años y muerte
Regresó a Shanghái en 1929 y su familia, que había permanecido en Cantón, se mudó para reunirse con él. Continuó apoyando al PCCh, escribiendo y traduciendo materiales sobre marxismo, mientras publicaba publicaciones periódicas y las distribuía furtivamente. Mientras tanto, basándose en las conferencias de la Universidad Sun Yat-sen de Moscú, trabajó en una historia del mundo occidental utilizando la perspectiva del materialismo histórico. Destacó las revoluciones y los movimientos comunistas en Europa y América del Norte.
Por sus actividades, fue arrestado por el KMT en 1930, después de lo cual fue liberado. Al año siguiente, fue uno de los dieciséis miembros del PCCh detenidos por el KMT en Shanghái después del arresto de Luo Qiyuan, exjefe del departamento de publicidad del PCCh. En una nota enviada clandestinamente a su familia, le advirtió que no se comunicara con viejos conocidos de Nankín ni vendiera la fuente de ingresos de la familia: una máquina de coser.
Según el Diario del Pueblo, durante su internamiento, Chiang Kai-shek llamó personalmente a Yang y le instó a entregarse al KMT. A pesar de las amenazas, se negó a abandonar el PCCh y en lugar de eso arrojó el teléfono contra la pared. Chiang, enojado, ordenó la ejecución de Yang, y éste fue muerto en el Comando de la Guarnición de Longhua en agosto de 1931. The Paper lo ha identificado como un mártir del PCCh.

## Legado
Yang tuvo siete hijos. Dos murieron en su juventud. Cuatro hijos – Xuan, Yang Ming, Yang Zhi y Yang – trabajaron con el PCCh durante la guerra civil china. La casa de la familia Yang y el salón ancestral en Yuexiu, Guangzhou, se convirtieron en una reliquia cultural y se abrieron al público. A 2022, alberga una exposición permanente: «El faro del sur de China – exposición de reliquias históricas revolucionarias en la antigua residencia de Yang Pao'an».
En 1984, Pan He creó una escultura en memoria de Yang, que está instalada en Zhuhai. En 2019, dos poemas escritos por Yang – los únicos ejemplos conocidos que sobreviven de su escritura – recibieron el estatus de reliquia cultural de grado II. Enviadas en 1927 al marido de una prima, estas obras se conservan ahora en el Museo de Zhuhai.